# Rio Siapa
O Siapa é um rio da Venezuela. Faz parte da bacia do rio Amazonas. É um tributário do rio Casiquiare.